# Batalha do Monte Auseba
A Batalha de Auseba foi uma das primeiras batalhas da reconquista cristã da Península Ibérica, tendo precedido a famosa batalha de Covadonga, a qual marca o início da Reconquista propriamente dita.
Ter-se-á travado cerca de 718, junto ao Monte Auseba, nos Picos da Europa.